# ريان دينيس
ريان دينيس (بالإنجليزية: Ryan Denys)‏ (16 أغسطس 1978 ببرينتفورد في المملكة المتحدة - ) هو لاعب كرة قدم بريطاني في مركز الوسط. لعب مع نادي برينتفورد ويوفل تاون وهامبتون أند ريتشموند بورو وكارشالتون أثلتيك وHarpenden Town F.C. ‏ وSandridge Rovers F.C. ‏.

## وصلات خارجية
- ريان دينيس على موقع قاعدة بيانات كرة القدم.إي يو (الإنجليزية)
- ريان دينيس على موقع Soccerbase.com (لاعب) (الإنجليزية)